# Volvo NH12
Le Volvo NH12 est un modèle de camion produit par Volvo Trucks introduit au Brésil en 1999 pour succéder au NL10 EDC et au NL12 EDC.
Le NH12 possède trois types de cabines : une cabine pour les trajets courts, une cabine avec une couchette longue et la cabine Globetrotter qui offre un espace de vie supérieur.